# Natasha Akpoti-Uduaghan

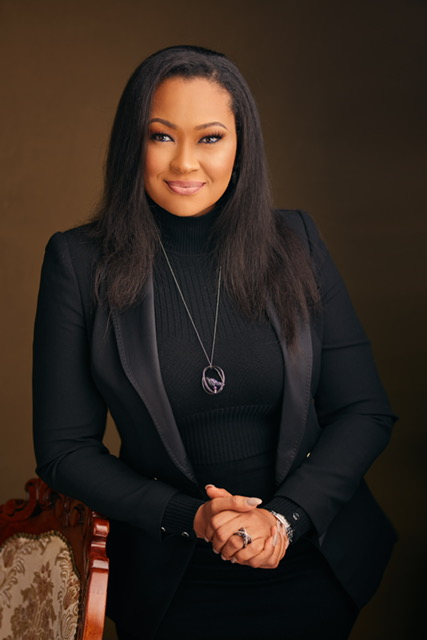
Natasha Akpoti-Uduaghan (2023)

Natasha Hadiza Akpoti-Uduaghan (geb. 9. Dezember 1979) ist eine nigerianische Juristin und Politikerin.

## Leben
Akpoti-Uduaghan wurde am 9. Dezember 1979 geboren. Sie ist das zweite von vier Kindern und die einzige Tochter des nigerianischen Arztes Jimoh Abdul Akpoti und der Ukrainerin Ludmila Kravchenk. Ihre Kindheit verbrachte sie in Iyima, wo sie das soziale Engagement ihres Vaters prägte. Von 2000 bis 2004 studierte sie Rechtswissenschaften an der University of Abuja und schloss mit dem LL.B. ab. 2005 wurde sie nach dem Besuch der Nigerian Law School als Rechtsanwältin zugelassen.
2012 erwarb sie an der University of Dundee einen Master of Laws. Später folgte dort ein MBA in Oil & Gas Management. Beruflich war sie zunächst als Rechtsberaterin bei Brass LNG tätig. Anschließend gründete sie eine eigene Beratungsfirma für die Öl-, Gas- und Bauindustrie. Am 5. März 2022 heiratete sie den Alema von Warri, Chief Emmanuel Uduaghan.
Seit November 2023 vertritt sie den Senatorialbezirk Kogi Central im nigerianischen Senat und ist die erste gewählte Frau dieses Bundesstaats in der Kammer. Als Sozialunternehmerin arbeitet sie mit marginalisierten Gemeinschaften. Bekannt wurde sie durch ihre Kampagnen zur Wiederbelebung des Ajaokuta-Stahlwerks. 2023 verliehen ihr die Zeitung This Day den Titel „People of the Year“, während die Zeitung Leadership sie als „Politician of the Year“ auszeichnete.

## Wirken
Sie gründete das Builders Hub Impact Investment Program (BHIIP). Am 1. März 2018 legte sie dem nigerianischen Parlament einen Untersuchungsbericht zur Misswirtschaft rund um das Ajaokuta Steel Complex vor. Bei den Parlamentswahlen 2019 kandidierte sie für den Senatssitz von Kogi Central auf der Liste der Social Democratic Party. Im November 2019 stellte sie sich zudem als Gouverneurskandidatin im Bundesstaat Kogi zur Wahl. In der Senatswahl vom Februar 2023 erhielt sie 52 132 Stimmen, wurde aber zunächst hinter ihrem Gegner Sadiku-Ohere von der APC eingeordnet. Das Wahltribunal erklärte sie später zur Siegerin, was das Berufungsgericht am 31. Oktober 2023 bestätigte. Anfang November 2023 legte sie im 10. nigerianischen Senat ihren Amtseid ab.
Im März wurde sie vom Senat suspendiert, nachdem sie den Senatspräsidenten Godswill Akpabio der sexuellen Belästigung beschuldigt hatte, was dieser bestreitet, während die Senatsführung das Vorgehen mit „unruly and disruptive behaviour“ begründete. Trotz eines Gerichtsbeschlusses, der ihr die Rückkehr erlaubte, verhinderten Sicherheitskräfte bei einem späteren Versuch ihren Zutritt zum Parlamentskomplex, da Akpabio gegen das Urteil Berufung eingelegt hatte. Zu diesem Zeitpunkt zählten nur vier Frauen zu den 109 Mitgliedern des Senats. Zivilgesellschaftliche Gruppen forderten eine transparente Untersuchung der Vorwürfe und des Umgangs mit ihrer Person.